# Maurice Berkeley (1er baron FitzHardinge)
Pour les articles homonymes, voir Maurice de Berkeley et Berkeley.
Maurice Frederick FitzHardinge Berkeley (3 janvier 1788 - 17 octobre 1867) est un officier de la Royal Navy. En tant qu'officier subalterne, il commande des canonnières sur le Tage, renforçant les lignes de Torres Vedras, à l'automne 1810 pendant la guerre d'Espagne et, en tant que capitaine, il sert sur la côte syrienne en participant à la prise d'Acre en novembre 1840 lors de la Crise orientale. Il est également député whig de Gloucester et devient premier lord de la marine dans le ministère d'Aberdeen en juin 1854.

## Début de carrière

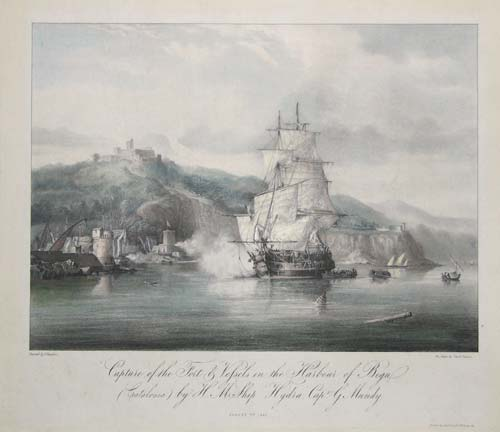
Le HMS Hydra dans lequel Berkeley sert comme officier subalterne

Il est le fils illégitime de Frederick Berkeley (5e comte de Berkeley) et de Mary Berkeley (née Cole). Il entre dans la Royal Navy en juin 1802 . Promu lieutenant le 9 juillet 1808, il rejoint le cinquième rang HMS Hydra sur la côte est de l'Espagne puis commande des canonnières sur le Tage, renforçant les lignes de Torres Vedras, à l'automne 1810 pendant la Guerre d'indépendance espagnole. Promu commandant le 19 décembre 1810, il reçoit le commandement du sixième rang HMS Vestal . Après avoir été promu capitaine le 7 juin 1814 et, devenu lieutenant adjoint de Sussex le 18 juin 1824, il prend le commandement du HMS Semiramis, navire amiral du commandant en chef, Cork mai 1828 .
Entré en politique, Berkeley devient député Whig de Gloucester aux élections générales de 1831 . Il démissionne de son siège en avril 1833 après sa nomination en tant que quatrième lord de la marine dans le ministère Grey ce mois-là et reste en fonction jusqu'en décembre 1834 . Il est réélu député de Gloucester aux élections générales de 1835 mais, bien qu'il obtient de nouveau son ancien poste de quatrième lord de la marine dans le deuxième ministère de Melbourne en juillet 1837, il est battu aux élections générales de 1837 . Il reste en fonction en tant que Fourth Sea Lord, mais s'inquiète des réductions d'effectifs et démissionne en mars 1839 .
De retour en mer, Berkeley reçoit le commandement du HMS Thunderer en janvier 1840 et sert sur la côte syrienne en prenant part à la capture d'Acre en novembre 1840 pendant la crise orientale. Pour cela, il est nommé Compagnon de l'Ordre du Bain et reçoit la Médaille d'or de la Marine .
Aux élections générales de 1841, Berkeley revient au Parlement en tant que député de Gloucester et, tout en siégeant encore au Parlement, il devient le troisième lord de la marine dans le premier ministère Russell en juillet 1846 . Il est également nommé aide de camp naval de la reine le 17 novembre 1846.

## Commandement supérieur

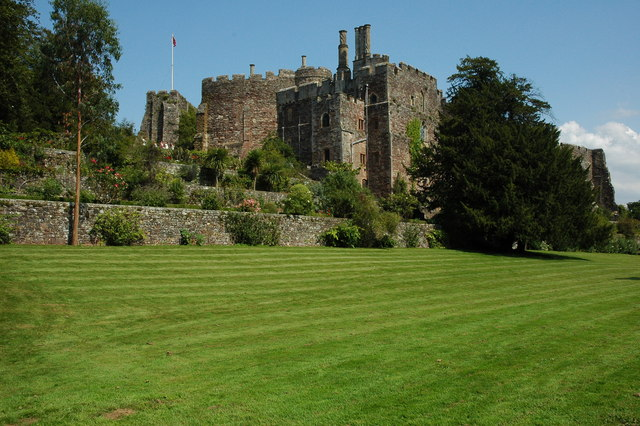
Château de Berkeley, demeure de la famille Berkeley, où meurt Lord FitzHardinge

Berkeley devient Second Naval Lord dans le même ministère en décembre 1847 et, ayant été promu au grade de contre-amiral le 30 octobre 1849, il est brièvement First Naval Lord dans le même ministère en février 1852 mais quitte poste lorsque le gouvernement tombe le mois suivant . Il est Second Naval Lord dans le ministère d'Aberdeen en janvier 1853 et First Naval Lord dans le même ministère en juin 1854 . En tant que premier lord de la marine, il se concentre sur l'équipage de la flotte et sur la mise en œuvre de réformes et d'améliorations dans la nourriture, les vêtements et la solde des marins . Avancé au rang de chevalier commandeur de l'ordre du bain le 5 juillet 1855, il devient membre du Conseil privé le 13 août 1855 et promu vice-amiral le 21 octobre 1856. Il perd son siège au Parlement aux élections générales de 1857 et démissionne en tant que premier lord de la marine, souffrant de problèmes de santé, en novembre 1857 .
Le 26 février 1861, après avoir hérité des domaines de son frère, Berkeley revendique sans succès la baronnie de Berkeley comme faisant partie du château de Berkeley . Il est promu chevalier grand-croix de l'ordre du bain le 28 juin 1861 et est créé baron FitzHardinge, de la ville et du comté de Bristol le 3 août 1861. Il est promu amiral le 15 janvier 1862 et meurt au château de Berkeley dans le Gloucestershire le 17 octobre 1867 .

## Famille
En 1823, Berkeley épouse Lady Charlotte Lennox, fille de Charles Lennox (4e duc de Richmond) ; après la mort de sa première femme, il épouse Lady Charlotte Moreton, fille de Thomas Reynolds-Moreton (1er comte de Ducie) en 1834 .

## Sources
- Robert P. Dod, The Peerage, Baronetage and Knightage of Great Britain and Ireland, London, Whitaker and Co., 1860 (ISBN 978-1146417068)
- Histoire de carrière de William Loney